# Шишко, Анатолий Валерианович
 Анатолий Валерианович Шишко́ (1899—1956) — советский писатель, автор сатирических повестей и романов, в том числе в жанре социальной фантастики, о Европе третьего десятилетия XX века и историко-биографических произведений о прошлом России.

## Биография
Родился в 1899 году в (по другим данным — в 1901 году) в Москве. Начало литературной деятельности А. В. Шишко совпало с периодом послереволюционной ломки общественного уклада и ожидания социальных переустройств. Первые социально-фантастические произведения написаны писателем в жанре «красного Пинкертона» («Господин Антихрист», 1926, и другие). А. В. Луначарский, как явную удачу, оценил сатирический роман Шишко «Конец здравого смысла», в котором автор, пользуясь приёмами фантастики, перенёс действие в близкое будущее и передал ощущение «явственно всеми воспринимаемого конца здравого смысла буржуазной Англии… Автор как будто только скользит по поверхности, как будто только смеется. В действительности удар его бьет метче. Острие сатиры скользит по ткани, тронутой разложением».
Во второй половине 30-х годов писатель от социальной фантастики обратился к исторической прозе. Героями его рассказов и повестей стали русские поэты и писатели — А. Н. Радищев, А. С. Пушкин, М. Ю. Лермонтов, полководцы — А. В. Суворов, М. И. Кутузов, зодчий — В. И. Баженов. Популярная среди читателей повесть о Баженове «Каменных дел мастер» издавалась несколько раз — в 1941, 1945, 1949, 1956 и 1965 гг.
Впечатления от личности зодчего и увлеченность историей архитектуры позволили Шишко завершить академический проект — книгу «Баженов» (в соавторстве с Е. Г. Черновым), посвященную 150-летию смерти великого архитектора.
Умер 10 ноября 1956 года. Некролог о его смерти опубликован в «Литературной газете» 13 ноября 1956 г.. Похоронен в Москве на Даниловском кладбище (34 уч.).

### Основные произведения
- «Господин Антихрист» — 1926
- «Аппетит микробов», «Конец здравого смысла» — 1927
- «Комедия масок» — 1928
- «Кумар Майтра» — 1929
- «Беспокойный век» — 1935
- «Новеллы о Пушкине» — 1938
- «Каменных дел мастер» (о великом русском зодчем В. И. Баженове) — 1941
- «Альпы» (об А. В. Суворове) — 1944
- «Баженов» (в соавторстве с Е. Г. Черновым)[~ 2] — 1949
- «Кусково» — 1955

Книги А. В. Шишко иллюстрировали книжные графики П. А. Алякринский, Н. В. Кузьмин, Вас. Александровский и другие.
В архивных фондах сохранены рукописи писателя, его переписка и семейные фотографии.

## Происхождение
Отец — Валерьян Эммануилович Шишко (1851 — не ранее 1925). Родился в семье помещика, служившего лесничим в Подольском уезде Московской губернии.
Мать — Е. Н. Шишко.
Младшие братья отца: Леонид Эммануилович (1852—1910) и Сергей Эммануилович (1853—1940). Оба окончили 2-ю Московскую военную гимназию и Михайловское артиллерийское училище. Но далее их пути разошлись.
Л. Э. Шишко примкнул к народническому движению. В 1878 году был приговорен к 9 годам каторги. С 1890 года в эмиграции, один из основателей партии эсеров. Умер в Париже.
С. Э. Шишко избрал военную карьеру. Окончил Михайловскую артиллерийскую академию. Генерал-лейтенант. После революции эмигрировал. Умер в Словении.